# Deliverance (альбом Godkiller)
Deliverance — второй и последний на данный момент студийный альбом монегасской метал-группы Godkiller, выпущенный в 2000 году на лейбле Wounded Love Records.

## Об альбоме
Первый альбом проекта, записанный в жанре индастриал-метал. В качестве лирики на всех, кроме последнего, треках используются цитаты из Библии, вырванные из контекста и скомпонованные скорее в кощунственном, нежели в религиозном смысле.

## Список композиций
1. «Nothing Is Sacred» — 5:42
2. «Waiting» — 4:31
3. «At Dusk» — 5:39
4. «When All Hope Is Gone» — 5:01
5. «Dust to Dust» — 6:02
6. «For My Days Are Vanity» — 6:25
7. «Wisdom» — 4:49
8. «I Am a Stranger in the Earth» — 6:51
9. «Deliverance» — 5:50

## Участники записи
- Дюк Сатанаэль (фр. Duke Satanaël) — все инструменты, вокал.